# Thập niên 730 TCN
Thập niên 730 TCN hay thập kỷ 730 TCN chỉ đến những năm từ 730 TCN đến 739 TCN.

## Sự kiện
739 TCN - Hiram II kế vị Ithobaal II làm vua của Tyre .
739 TCN - đại phu nước Tấn là Phan Phù giết chết Tấn Chiêu hầu và rước Khúc Ốc Hoàn Thúc về làm vua nước Tấn.
738 TCN — vua Tiglath-Pileser III của Assyria xâm lược Israel , buộc nước này phải cống nạp.
738 TCN — Khu định cư Biskupin ở phía đông bắc Poznań ( Ba Lan ) được xây dựng.
737 và 736 TCN — Tiglath-Pileser III của Assyria xâm lược Iran , chinh phục người Medes và Ba Tư và tàn sát, bắt làm nô lệ hoặc trục xuất nhiều người. 
736 TCN — Leochares của Messenia chiến thắng trong cuộc đua xếp hạng tại Thế vận hội Olympic lần thứ mười một .
735 TCN - Naxos ở Sicily được thành lập như một thuộc địa của Chalcis ở Euboea . (ngày truyền thống)
734 TCN - Syracuse được thành lập tại Sicily như một thuộc địa chung của Corinth và Tenea , dưới sự lãnh đạo của Archias của Corinth .
733 TCN — Tiglath-Pileser III của Assyria chinh phục Vương quốc phía Bắc của Israel (Samaria) , và lưu đày cư dân ở đó.
732 TCN — Tiglath-Pileser III của Assyria chiếm Damascus , hành quyết Rezin , Vua của Arameans , và trục xuất cư dân Aramaean đến Kir của Moab .(ngày có thể xảy ra)
732 TCN — Vua Tiglath-Pileser III của Assyria đánh bại nữ hoàng Ả Rập Samsi trong trận chiến và buộc cô ta phải cống nạp .
732 TCN— Hoshea trở thành vị vua cuối cùng của Israel .
Năm 732 TCN— Oxythemis của Cleonae / Coroneia chiến thắng trong cuộc đua thuyền buồm tại Thế vận hội Olympic lần thứ mười hai.
730 TCN —Phía Bắc Ai Cập không còn được cai trị bởi các pharaoh của Libya .
730 TCN— Osorkon IV kế vị Pedubast II làm vua của Vương triều thứ hai mươi hai của Ai Cập . (gần một ngày nào đó)
730 TCN— Piye kế vị cha mình, Kashta , làm vua của vương quốc Napata của người Nubian .
730 TCN— Mattan II kế vị Hiram II làm vua của Tyre .
730 TCN— Leontini ở Sicily được thành lập bởi những người thuộc địa từ Naxos .

## Sinh
~731 TCN, Lỗ Hoàn công
730 TCN , Tuyên Khương

## Mất
738 TCN: Menahem
736 TCN: Picahiah , Jotham
735 TCN: Vệ Trang công
732 TCN: Pekah
731 TCN: Tề Trang công , Khúc Ốc Hoàn Thúc .